# Kaczory (gmina Wodynie)
Kaczory – wieś w Polsce, w województwie mazowieckim, w powiecie siedleckim, w gminie Wodynie. Ma status sołectwa.
Wierni Kościoła rzymskokatolickiego należą do parafii Świętych Apostołów Piotra i Pawła w Wodyniach.
W latach 1975–1998 miejscowość należała administracyjnie do województwa siedleckiego.